# Jesenwang
Jesenwang là một đô thị thuộc huyện Fürstenfeldbruck trong bang Bayern nước Đức. Đô thị Jesenwang có diện tích 15,3 km², dân số thời điểm 31 tháng 12 năm 2006 là 1526 người.